# Transports dans l'Aveyron
Les transports dans le département français de l'Aveyron sont dans l'ensemble peu développés, ce département étant principalement rural, peu peuplé et éloigné des principaux axes de transport. Si la préfecture Rodez est reliée à Toulouse par une ligne ferroviaire et une voie rapide à 2x2 voies, et si la sous-préfecture Millau est située sur un axe nord-sud qui a été maintenu (ligne des Causses) ou développé (autoroute A75) au nom de l'aménagement du territoire, il est à noter qu'aucune autoroute, voie rapide ou voie ferrée ne relie entre elles les deux communes les plus peuplées du département.

## Transport routier

Le viaduc de Millau, qui est le pont routier possédant les plus hautes piles du monde, permet à l'autoroute A75 de franchir la vallée du Tarn.

### Infrastructures routières
La seule autoroute du département est l'autoroute A75, axe créé dans les années 1990 et 2000 pour désenclaver le sud du Massif central. Elle est non-concédée et gratuite, sauf au niveau du viaduc de Millau, ouvrage d'art à haubans exceptionnel par sa longueur, sa hauteur et son architecture.
La route nationale 88 est le principal axe routier desservant Rodez. Presque entièrement aménagée à 2x2 voies entre Toulouse et Rodez, son aménagement en voie rapide doit être poursuivi vers l'est jusqu'à l'A75 et au-delà jusqu'à Lyon.

### Transport collectif de voyageurs
L'Aveyron est desservi par le réseau régional de transport routier liO, qui exploite une 17 lignes régulières dans le département, pour la plupart au départ de Rodez ou Millau.

## Transport ferroviaire

### Historique

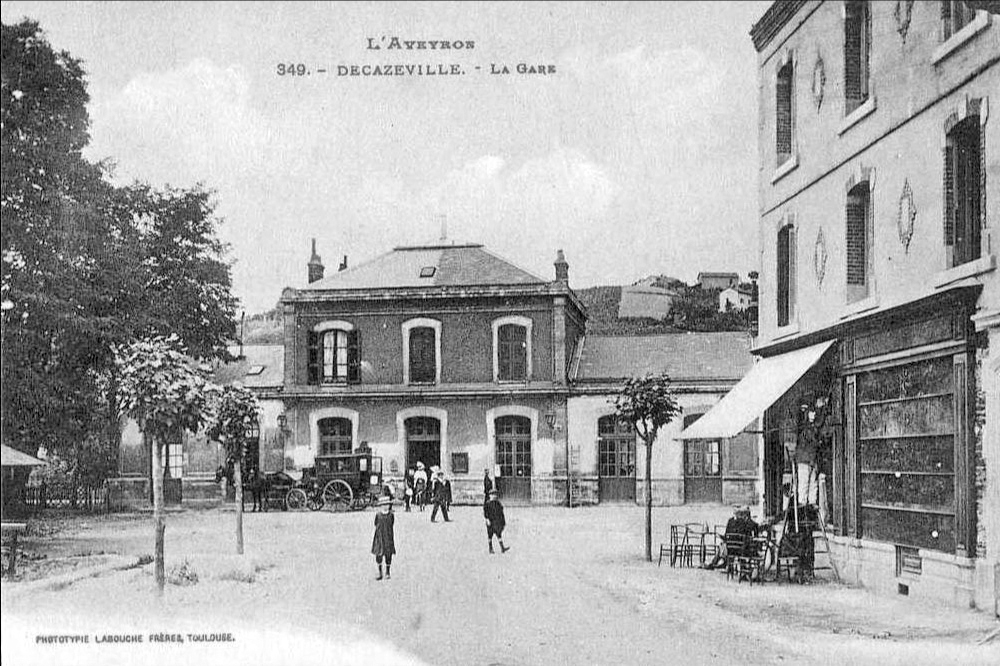
La gare de Decazeville au début du XXe siècle. Cette gare, qui a fermé en 1973 au trafic voyageurs, a aujourd'hui disparu.

Le chemin de fer apparaît dans l'Aveyron assez tardivement, en 1858-1860, lors de l'ouverture des lignes de Brive-la-Gaillarde à Toulouse-Matabiau via Capdenac et de Capdenac à Rodez. Le réseau d’intérêt général du département, situé à la limite des réseaux de la Compagnie du chemin de fer de Paris à Orléans (PO) et de la Compagnie des chemins de fer du Midi et du Canal latéral à la Garonne (Midi), n'a jamais été très étendu. À la veille de la Première Guerre mondiale, le chemin de fer d’intérêt général desservait notamment Baraqueville, Capdenac (au cœur du principal nœud ferroviaire du sud du Massif central), Decazeville, Espalion, Laissac, Millau, Naucelle, Rodez, Saint-Affrique, Saint-Christophe, Sévérac-le-Château et Villefranche-de-Rouergue.
Hormis une ligne à trafic exclusivement minier et le tramway de Rodez, l'Aveyron n'a jamais été desservi par des chemins de fer d’intérêt local non plus. De vastes parties du département n'ont ainsi jamais été desservies par le transport ferroviaire.
La ligne de Béziers à Neussargues, dite ligne des Causses, qui possède certaines des rampes les plus fortes du réseau ferroviaire français, est électrifiée par le Midi en 1931-1932. Elle reste jusqu'à nos jours la seule ligne électrifiée d'un réseau qui s'est réduit : après la ligne de Sévérac-le-Château à Rodez fermée en 2017, la fermeture de la ligne des Causses elle-même est régulièrement évoquée alors que son trafic s'est réduit comme peau de chagrin.
|                                             |
| Le réseau ferroviaire à son apogée en 1913. |

|                                     |
| Le réseau ferroviaire de nos jours. |

|                                                    |
| Carte animée de l’évolution du réseau ferroviaire. |

### Situation actuelle

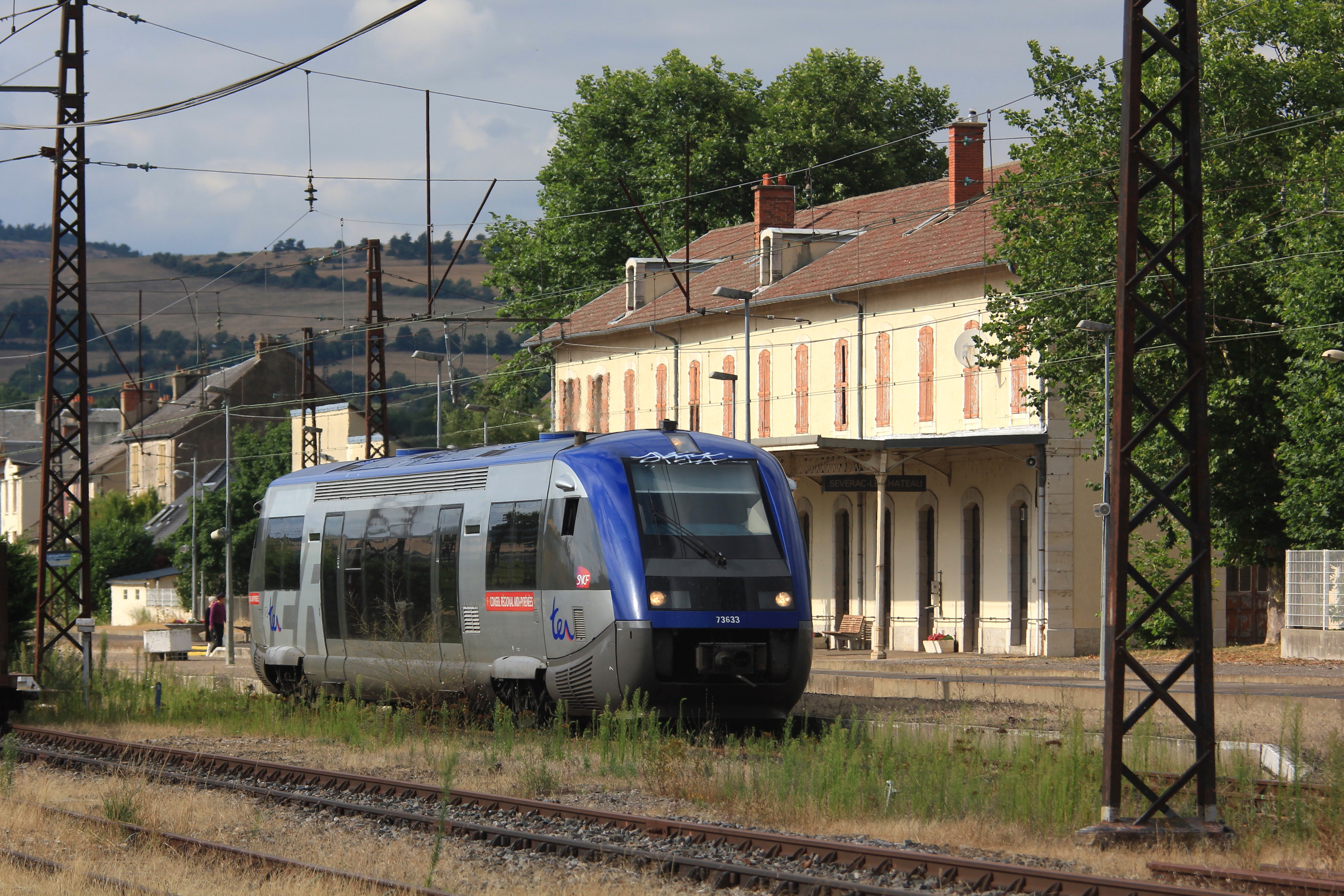
Une rame X 73500 dessert la gare de Sévérac-le-Château, sur la ligne de Béziers à Neussargues.

Département peu peuplé et éloigné des principaux axes ferroviaires, l'Aveyron ne possède aucune gare importante. Les principales gares de voyageurs sont celles de Rodez et Capdenac, avec une fréquentation annuelle de seulement 182 000 et 108 000 voyageurs respectivement en 2019.
L'est et l'ouest de l'Aveyron sont aujourd'hui desservis par des lignes différentes, aucune ligne ne permettant de passer de l'un à l'autre. À l'est, la ligne de Béziers à Neussargues (dite ligne des Causses), voie unique électrifiée aux rampes importantes et réputée pour ses paysages, n'accueille plus qu'un trafic très réduit. À l'ouest, la ligne de Brive-la-Gaillarde à Toulouse-Matabiau via Capdenac et ses embranchements (ligne de Capdenac à Rodez et ligne de Castelnaudary à Rodez) sont des voies uniques non-électrifiées au trafic un peu plus important. Ces lignes accueillent principalement des trains TER Occitanie (liO), ainsi que quelques rares trains Intercités, Intercités de nuit et fret.
La réouverture de la ligne de Sévérac-le-Château à Rodez est envisagée par la région Occitanie.

## Transport aérien
L'aéroport de Rodez-Aveyron est desservi toute l'année par des vols de et vers Paris-Orly, et en saison par quelques vols vers le nord de l'Europe. Il accueille également des vols charters, des vols d'affaire, du fret et de l'aviation légère.
Les aérodromes de Cassagnes-Bégonhès, Millau-Larzac, Saint-Affrique - Belmont et Villefranche-de-Rouergue sont quant à eux principalement destinés à l'aviation légère de tourisme et de loisirs.

## Transports en commun urbains et périurbains
Rodez Agglomération, la communauté de communes de Millau Grands Causses et Decazeville Communauté sont autorités organisatrices de la mobilité sur leur territoire et organisent des services de transport dans leur ressort territorial.
Le réseau Agglobus (Rodez) compte une douzaine de lignes régulières d'autobus, ainsi que du transport à la demande et du TPMR. Avant cela, le tramway de Rodez a relié le centre-ville à la gare de 1902 à 1920.
Le réseau Mio (Millau) est constitué de trois lignes régulières dans le centre de l'agglomération complété par du transport à la demande pour les communes périphériques.
Le réseau TUB (Decazeville) ne compte que deux lignes régulières d'autobus.

## Modes actifs
Le département est traversé par plusieurs voies vertes, véloroutes et sentiers de grande randonnée.